# Комутатор (електротехніка)

Анімація, яка показує роботу комутатора із двох складників

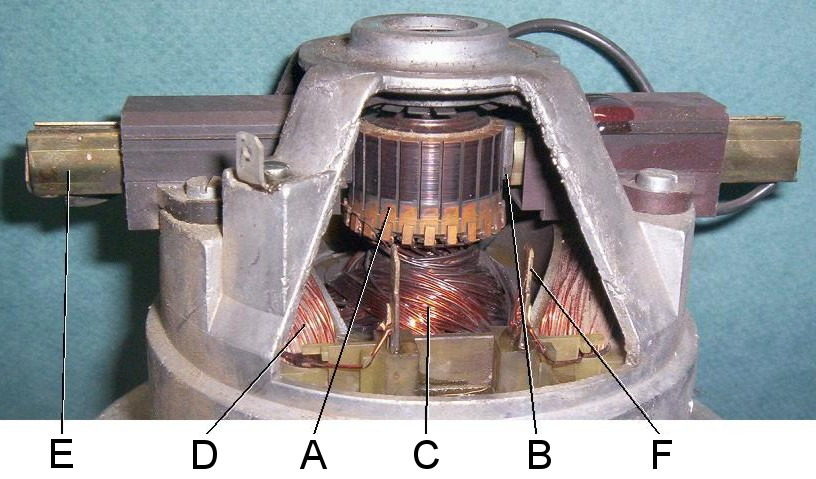
(A) комутатор, (B) щітка, (C) обвитки ротора (якоря), (D) обвитки статора (поля), (E) напрямні щіток, (F) електричні з’єднання.

Електротехнічний комутатор або колектор обертової електричної машини — пристрій з ізольованих одна від одної струмопровідних пластин (розрізане кільце), які разом із розташованими на 
них щітками, забезпечують проходження струму в обертовій електричній машині з однієї частини кола обвитки в іншу, за допомогою ковзного контакту.
Зазвичай, комутатор складається з мідних складників/сегментів, закріплених на обертовій частині електричної машини, до яких приєднано кінці секцій обвиток і пружинами притиснуті електричні щітки, що разом утворюють щітково-колекторний вузол.
В електричних двигунах комутатор (колектор) забезпечує живлення ротора струмом необхідного напрямку, в генераторах — переважно, відбирання електричної енергії потрібної полярності.
Під час обертання вузла колектора, щітки торкаються кожного із складників колектора. Отже у разі наявності джерела постійного стуму, під'єднаного до щіток (як показано на анімації ліворуч) сегменти почергово з'єднуються то з додатним (+), то з від'ємним (-) полюсом джерела.
Комутатор є одним з найменш надійних вузлів електричних машин.

## Спосіб дії

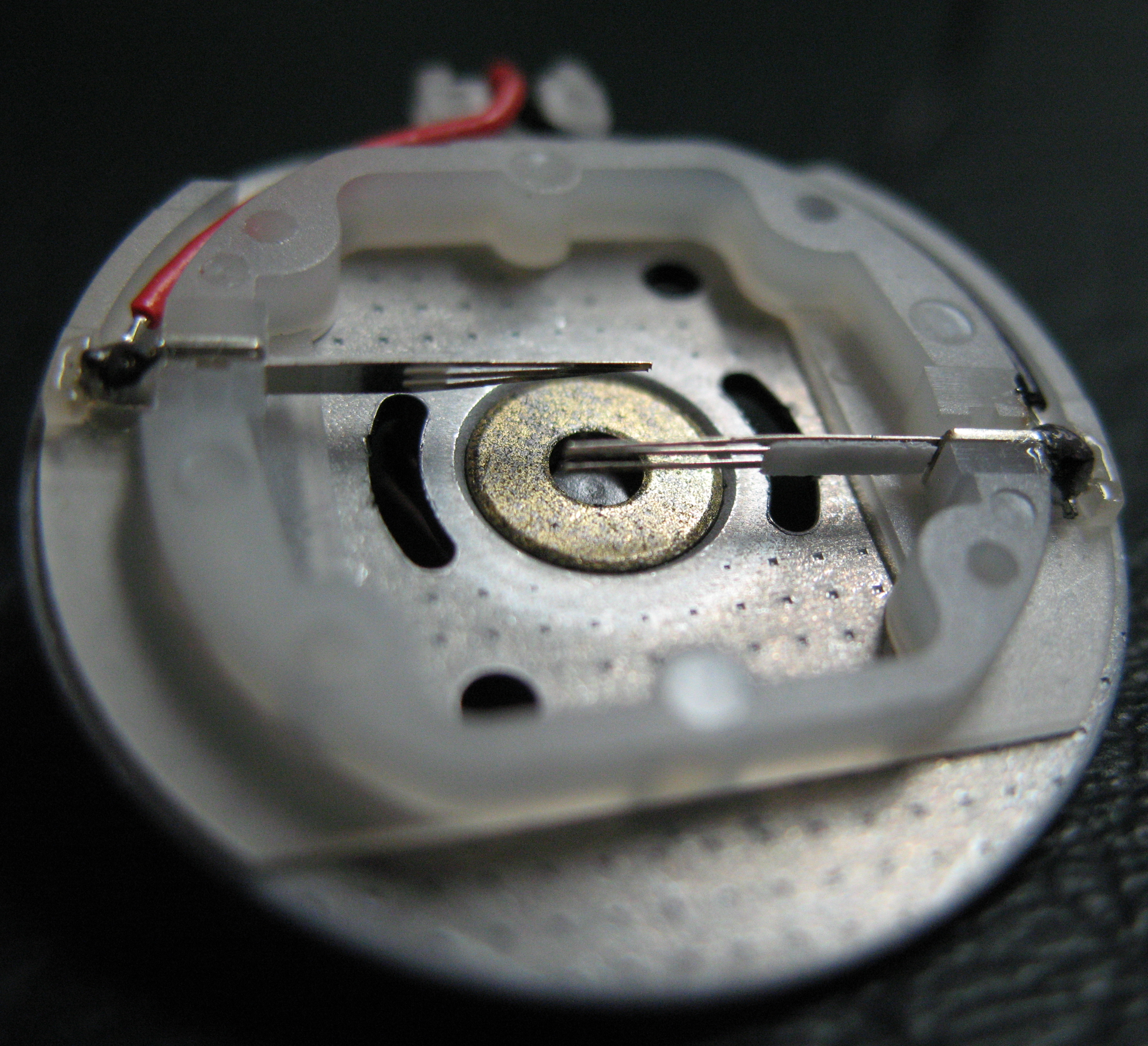
Простий щітковий механізм із пружних провідних пластин

Як зазначено вище, комутатор складається з набору контактних струмопровідних сегментних шин, закріплених на обертовому валу машини та з’єднаних з початками та кінцями обвиток якоря. Коли вал обертається, комутатор змінює напрямок струму в обвитці на протилежний. Для однієї обвитки якоря, коли вал зробив половину повного оберту, обвитка тепер під'єднана так, що струм тече крізь неї в протилежному напрямку від початкового. У двигуні, струм якоря змушує стале магнітне поле чинити обертальну силу або крутний момент на обвитку, змушуючи її обертатися разом із якорем. У генераторі — механічний крутний момент, прикладений до валу, підтримує рух обвитки якоря крізь стале магнітне поле, індукуючи в ній електричний струм. Як у двигуні, так і в генераторі, комутатор постійно змінює напрямок потоку струму крізь обвитку, отже струм у зовнішньому колі машини, протікає лише в одному напрямку.
Насправді, комутатори мають щонайменше три контактні складники (сегменти), щоби запобігти «мертвій» точці, де дві щітки одночасно з’єднують лише два складники комутатора. Щітки зроблені ширше ізольованого зазору між ковзними пластинами, щоби забезпечити безперервний контакт щіток з котушкою якоря. Для комутаторів принаймні з трьома складниками, хоча й ротор ймовірно може зупинитися в положенні коли два сегменти комутатора торкаються однієї щітки, це лише вимикає напругу на одному з плечей ротора, тоді як інші працюватимуть належним чином. За допомогою решти плечей (секцій) ротора, двигун може створити достатній крутний момент, щоби почати його обертання, а генератор може забезпечити корисну потужність для зовнішнього електричного кола (споживача).

## Вади

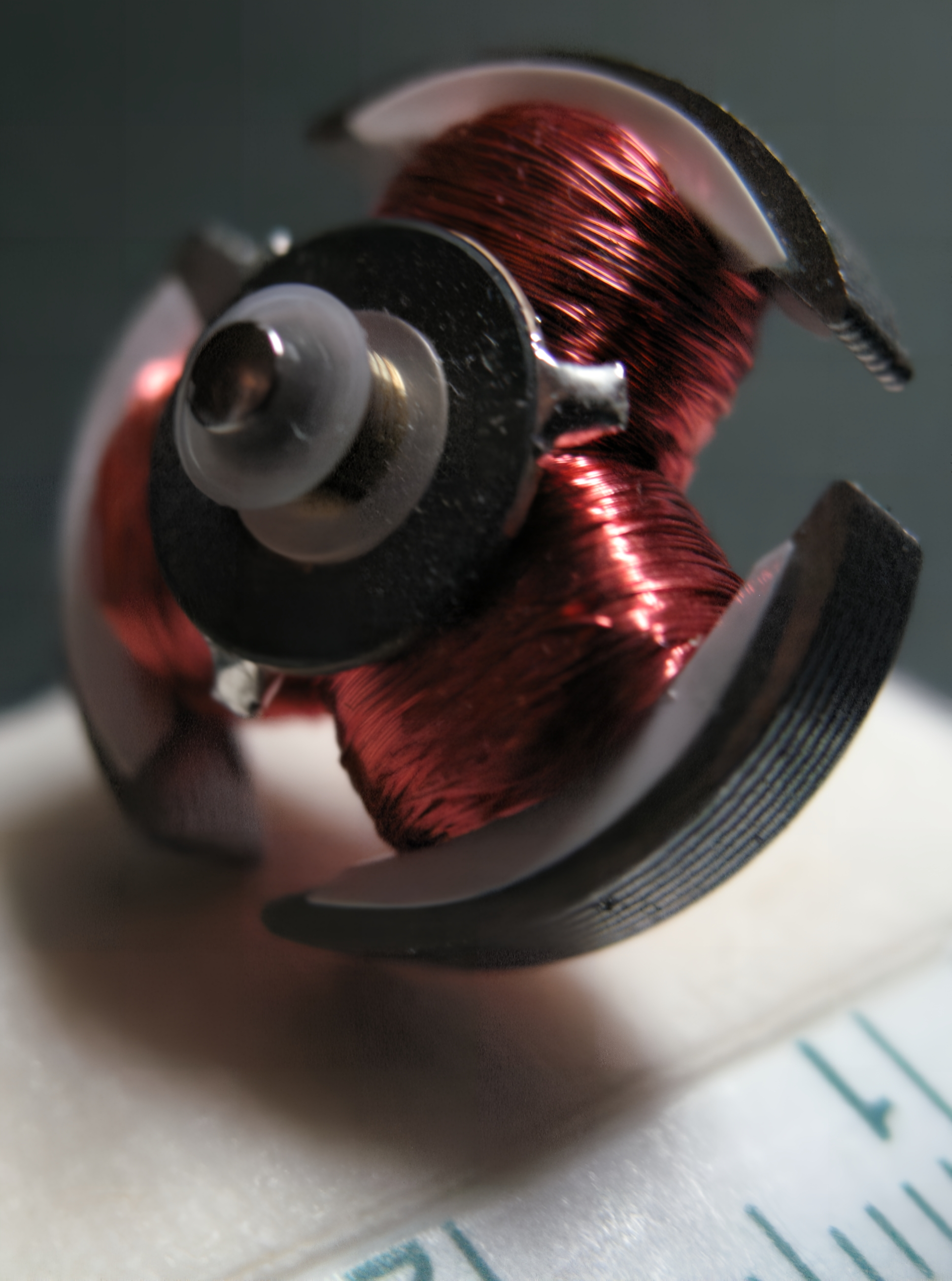
Ротор електричного двигуна з колектором (на лівому краї осі)

Щітково-колекторний вузол є однією з найменш надійних частин електричних машин, оскільки ковзні контакти дуже зношуються від тертя. Для професійного електроінструменту, наприклад, графітові щітки є дуже витратним матеріалом. Через це, з точки зору надійності, найкращими є двигуни без щітково-колекторного вузла — вентильний електродвигун та асинхронний двигун з короткозамкненим ротором, але у цьому разі регулювання швидкості його обертання, ускладнене (потрібен перетворювач частоти ).
Щітковий контакт за нормальних умов роботи викликає найбільшу кількість відмов у роботі електричних машин. Наприклад, для колекторних машин постійного струму в середньому 25 % відмов відбувається через вихід з ладу щітково-колекторного вузла (в транспортних засобах частка таких відмов досягає 44…66 %).
Частина щітково-колекторного вузла — «щітка» отримала власну назву від ранніх конструкцій, в яких вона дійсно була схожа на щітку з безліччю гнучких дротинок. В даний час (2010-і) щітки виготовляються у вигляді бруска з графіту або іншого струмопровідного матеріалу з незначним питомим опором і невеликим коефіцієнтом тертя. У малопотужних побутових електродвигунах, щітка може являти собою просто одну пружну сталеву дротинку. 

## Патенти
- Еліу Томсон – U.S. Patent 242,488 – Комутатори для електричних машин динамо – 7 червня 1881 року.
- Генрі Джейкобс – U.S. Patent 246,612 – Комутатор для магнітоелектричних машин – 1881 рік.
- Френк. Б. Рей і Кларенс. Л. Гілі – U.S. Patent 294,270 – Комутатор для динамо або магнітних електричних машин – 26 лютого 1884 року.
- Нікола Тесла – U.S. Patent 334,823 – Комутатор для електричних машин динамо – 26 січня 1886 року.
- Томас Е. Адамс – U.S. Patent 340,537 – Комутатор для динамо-електричних машин – 27 квітня 1886 року.
- Нікола Тесла – U.S. Patent 382,845 – Комутатор для електричних машин динамо – 15 травня 1888 року.